# Achille Salata
Achille Salata (Mirandola, ... – ...; fl. XIX secolo) è stato uno scultore italiano.

## Biografia
Visse principalmente a Milano. Nel 1880 espose alla quarta Esposizione Nazionale di Belle Arti di Torino: La pesca galante (bronzo), Giovane Shakespeare (marmo) e Ritratto della Madre (marmo). Quest'ultimo fu esposto anche l'anno successivo all'Esposizione di Milano. All'Esposizione di Milano del 1883 espose tre bronzi: L'indiscrezione, Lo spavaldo, e La dolcezza; e due in terracotta La Massaia e La questua. Espose anche all'Esposizione di Belle Arti di Roma del 1883, le statue La Merveilleuse e Lo spavento. Lo spavaldo e L'indiscrezione, statuette in bronzo, furono esposte anche a Milano nel 1884. Nel 1886 espose a Livorno una statuetta in bronzo intitolata Acqua di Seltz e l'anno successivo all'Esposizione Artistica Nazionale di Venezia inviò una statuetta in bronzo intitolata L'orgoglio e Vezzosetta. Nel 1877 espone un Genio di Napoleone all'Esposizione di Brera. È presente alla Galleria d'Arte Moderna di Milano con un Guardaportone in bronzo del 1884. Nel 1884 completò un Monumento funebre a Willelmo Braghirolli, Abate a Mirandola.